# 3280 Grétry
3280 Grétry eller 1933 SJ är en asteroid i huvudbältet, som upptäcktes den 17 september 1933 av den belgiske astronomen Fernand Rigaux i Uccle. Den har fått sitt namn efter den belgisk-franske kompositören André Grétry.
Asteroiden har en diameter på ungefär 8 kilometer och den tillhör asteroidgruppen Astraea.